# ألكسيوس كومنينوس (قسيم الملك)
ألكسيوس كومنينوس أو ألكسيوس كومنين ((باليونانية: Ἀλέξιος Κομνηνός))، كان الابن البكر للامبراطور البيزنطي يوحنا الثاني كومنين وزوجته إيرين المجرية. ولد في فبراير 1106 في بالابيستا في مقدونيا ، وأصبح قسيم الملك مع والده في سن 16 أو 17 سنة وتوفي في 2 أغسطس 1142  في أنطاليا، بامفيليا. وكان شقيقًا كبيرًا للإمبراطور مانويل الأول كومنينوس، وكان لديه أخت توأم هي ماريا كومنين (بالإضافة إلى الأشقاء الآخرين).